# Kogelberg (Kocheler Berge)
Der Kogelberg ist ein 1241 m ü. NHN hoher Berg auf dem Gebiet der Gemeinde Lenggries, südlich von Bad Tölz in Bayern.
Der Gipfel ist über Forstwege von Norden zugänglich.

## Galerie

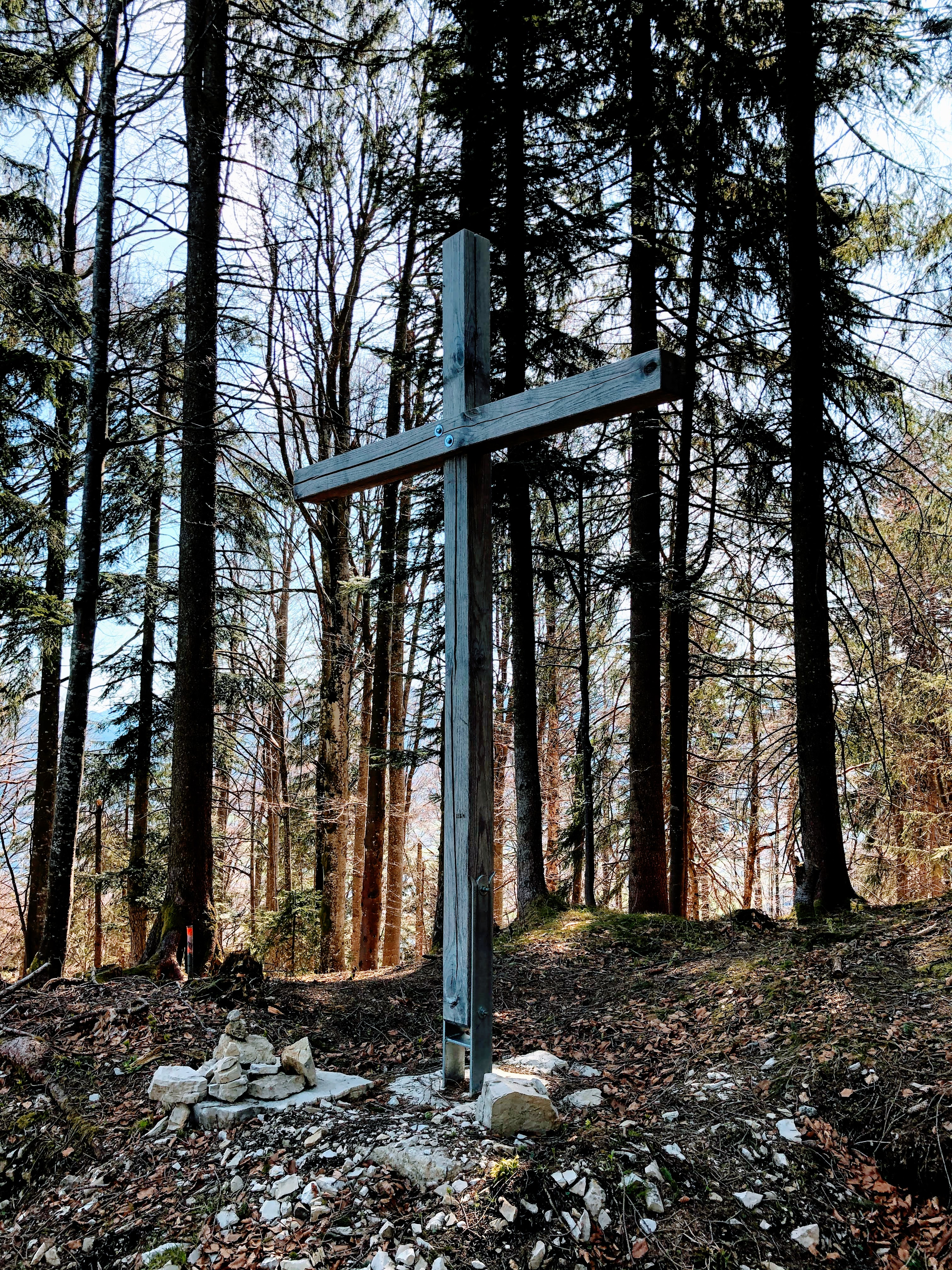
Gipfelkreuz